# Dekanat Parczew
Dekanat Parczew – jeden z 25 dekanatów w rzymskokatolickiej diecezji siedleckiej.

## Parafie
W skład dekanatu wchodzi 13 parafii.
- parafia św. Apostołów Szymona i Judy Tadeusza – Brzostówka
- parafia Najświętszego Serca Jezusowego – Dębowa Kłoda
- parafia Narodzenia NMP – Kodeniec
- parafia Imienia NMP – Kolano
- parafia Niepokalanego Poczęcia NMP – Milanów
- parafia Niepokalanego Poczęcia NMP – Ostrów Lubelski
- parafia Opatrzności Bożej – Parczew
- parafia św. Jana Chrzciciela – Parczew
- parafia św. Teresy od Dzieciątka Jezus – Rozkopaczew
- parafia Przemienienia Pańskiego – Siemień
- parafia Trójcy Świętej – Sosnowica
- parafia św. Wojciecha – Tyśmienica
- parafia św. Apostołów Piotra i Pawła – Uścimów

Według danych zgromadzonych przez Kurię Diecezji Siedleckiej dekanat liczy 35266 wiernych.

## Sąsiednie dekanaty
Hańsk, Komarówka Podlaska, Lubartów (archidiec. lubelska), Lublin – Podmiejski (archidiec. lubelska), Łęczna (archidiec. lubelska), Radzyń Podlaski, Wisznice, Włodawa